# Freila
Freila – gmina w Hiszpanii, w prowincji Grenada, w Andaluzji, o powierzchni 74,51 km². W 2011 roku gmina liczyła 1060 mieszkańców.
Z placu widać zbiornik wodny Negratín jako duże jezioro śródlądowe, gdzie niekończąca się warstwa wody kontrastuje z rozległym czerwonym i suchym lądem.